# (8638) 1986 QY
(8638) 1986 QY est un astéroïde de la ceinture principale découvert en 1986.

## Description
(8638) 1986 QY a été découvert le 26 août 1986 à l'observatoire de La Silla, au Chili,  par Henri Debehogne.

### Caractéristiques orbitales
L'orbite de cet astéroïde est caractérisée par un demi-grand axe de 2,74 UA, un périhélie de 2,33 UA, une excentricité de 0,15 et une inclinaison de 5,07° par rapport à l'écliptique. Du fait de ces caractéristiques, à savoir un demi-grand axe compris entre 2 et 3,2 UA et un périhélie supérieur à 1,666 UA, il est classé, selon la JPL Small-Body Database, comme objet de la ceinture principale.

### Caractéristiques physiques
(8638) 1986 QY a une magnitude absolue (H) de 13,2 et un albédo estimé à 0,033.